# Hofspielhaus

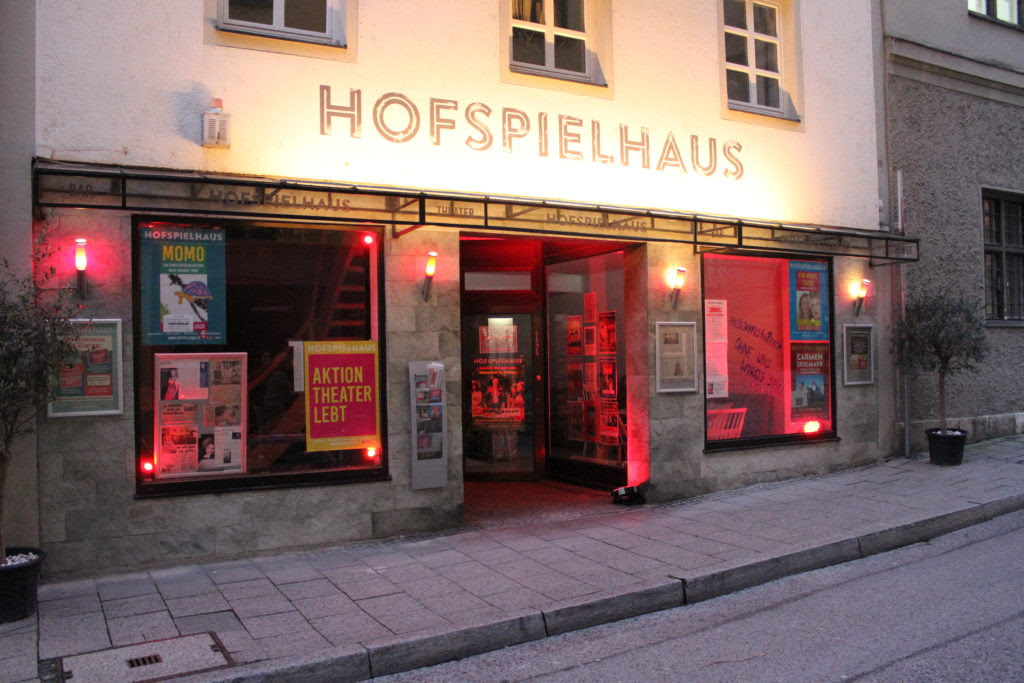
Eingang

Das Hofspielhaus ist ein privates Theater in München. Es wurde im Oktober 2015 von der Schauspielerin und Sängerin Christiane Brammer gegründet. Seit 2019 ist es eine gemeinnützige GmbH.

## Aufführungen
- "Rasputin". Ein Theaterstück von Moses Wolff. Premiere am 10. November 2016.
- "King Kong". Eine Komödie von Sascha Fersch. Premiere am 21. September 2022.
- "Shakespeares sämtliche Werke (leicht gekürzt)". Komödie von Adam Long, Daniel Singer und Jess Winfield. Premiere am 30. Juni 2022.
- "Wer ko der ko." Der weltweit einzige bairische Mundartslam, der 2021 den Innovationspreis Volkskultur von der Stadt München erhielt. Premiere: 7. Februar 2018.

## Künstler
Neben der Gründerin Christiane Brammer arbeiten unter anderem folgende Künstler regelmäßig in Produktionen des Hofspielhauses auf: Götz Otto (in "Richard III"), Veronika von Quast (in "Der kleine Prinz"), Michaela May ("Hinter dem Lächeln"), Maximilian Nowka ("War'n Sie schon mal in mich verliebt"), Chris Kolonko ("Von Kopf bis Fuß Marlene" und "So wie jetzt").

## Auszeichnungen
- Monica-Bleibtreu-Preis der 10. Privat-Theatertage für "Der Kontrabass" von Patrick Süskind in der Kategorie Komödie.[3]
- Innovationspreis Volkskultur[4] des Kulturreferates der Landeshauptstadt München für das Projekt "Wer ko der ko" von Ko Bylanzky und Moses Wolff.